# 衙门口东站 (市郊铁路)
衙门口东站是中国北京市石景山区一座计划中的火车站。

## 历史
西长铁路又称西长联络线，是北京铁路枢纽内京广铁路接入北京西站的联络线工程，从北京西站起至京广铁路长阳村线路所为止。西长铁路始建于1991年，并于1996年1月21日与北京西站同步正式投入运营。在建设时，西长铁路沿线预留了衙门口和后吕村两个中间站。1998年9月，铁道部为了配合第二次中国铁路大提速开通了预留的后吕村中间站，但并未建设衙门口站:171。2017年，国家发改委发布市郊铁路首批试点项目表，其中提出要新建衙门口站并利用西长铁路、北京地下直径线和京哈铁路开行北京市郊铁路城市副中心线，但在随后北京市发改委的介绍中，副中心线开通运行时衙门口站暂不开通。
2021年6月16日，北京城市铁路投资发展有限公司发布改建铁路北京市郊铁路城市副中心线整体提升工程（西段）北京西至良乡段项目环评第一次公示，公示中再次提出了新建衙门口站。2022年1月，项目取得用地预审，衙门口站新建位置初步定为西邻西五环，北靠莲石东路、重聚中街北侧。2023年1月，根据2023年石景山区“两会”公布的消息，衙门口站更名为衙门口东站，选址位于莲石东路与重聚中街交叉口西南侧，建筑面积约3100平方米，车站规模为2台4线。

## 概要
目前已开通的北京市郊铁路城市副中心线在未来将增设“衙门口站”，位于西长铁路以北，莲石东路以南，衙门口桥以东，鲁南东街以西。车站为中间站，上行距离北京西站8.642km，下行距后吕村站10.692km。车站规模为2台4线，两站台均为侧式站台，位于4条站线外，内侧2条线路为正线，外侧2条线路为到发线。此外，车站南北两侧另各预留一条到发线，以供远期养马场站、石景山南站方向的线路引入本站。